# Pas tout de suite...
Pas tout de suite... est un téléfilm français réalisé en 2007 par Marianne Lamour et diffusé en 2008.

## Synopsis
Éprise d'un veuf, une jeune femme se trouve confrontée à une redoutable rivale, la défunte épouse de celui dont elle est amoureuse.

## Fiche technique
- Titre : Pas tout de suite...
- Réalisation : Marianne Lamour
- Scénario : Louis Bériot et Stéphane Dumontier
- Musique : Christian Gaubert
- Durée : 90 minutes
- Date de diffusion : le 20 février 2008, sur France 2

## Distribution
- Bernard Le Coq : Benjamin Didot
- Dorothée Brière : Carole
- Zoé Bruneau : Julie
- Jean-Claude Dauphin : Pierre
- Mathilde Lebrequier : Joséphine
- Dorothée de Silguy : Isabelle
- Marie-Victoire Debré : Eva
- Geneviève Fontanel : la mère de Carole
- Jordy Serras : Maxime
- Robert Plagnol : Serge
- Julia de Gasquet : Sandrine
- Aurélien Jegou : Nicolas
- Christophe Nançoz : le coursier
- Éric Grandin : le maître d'hôtel